# Camous
Camous is een plaats en voormalige gemeente in het Franse departement Hautes-Pyrénées (regio Occitanie) en telt 27 inwoners (2009). De plaats maakt deel uit van het arrondissement Bagnères-de-Bigorre. Camous is op 1 januari 2019 gefuseerd met de gemeente Beyrède-Jumet tot de gemeente Beyrède-Jumet-Camous. 

## Geografie
De oppervlakte van Camous bedraagt 3,1 km², de bevolkingsdichtheid is dus 8,7 inwoners per km².
De onderstaande kaart toont de ligging van Camous met de belangrijkste infrastructuur en aangrenzende gemeenten.

## Demografie
Onderstaande figuur toont het verloop van het inwonertal (bron: INSEE-tellingen).